# Staravina
Staravina (makedonska: Старавина) är en ort i Nordmakedonien. Den ligger i kommunen Novaci, i den södra delen av landet, 52 kilometer öster om staden Bitola och tillhör den historiska regionen Mariovo. Staravina ligger 849 meter över havet och antalet invånare är 285.